# Loin du périph
Série
De l'autre côté du périph
(2012)
Pour plus de détails, voir Fiche technique et Distribution.
Loin du périph est un film français réalisé par Louis Leterrier et sorti en 2022 sur Netflix. Il s'agit de la suite de De l'autre côté du périph de David Charhon (2012).
Le film prend place dix ans après les événements du premier opus. Après avoir pris des chemins différents, les policiers parisiens Ousmane Diakité et François Monge se retrouvent pour enquêter sur une affaire de meurtre. Leur enquête les mène à Valergnes, dans les Alpes. Mais, alors qu'ils sont « remerciés » localement après avoir élucidé l’affaire, ils suspectent une réalité plus sombre, qui les pousse à continuer leurs investigations,,.

## Synopsis
Dix ans après les événements de De l'autre côté du périph, Ousmane et François ont continué leur carrière chacun de leur côté : Ousmane est commissaire à la Brigade criminelle et François, capitaine dans le 12e arrondissement.
À la suite d'une descente musclée dans une cité et d'un combat de MMA contre un suspect qui fait le tour des réseaux sociaux, Ousmane est convoqué par sa hiérarchie. En partenariat avec le ministère de l'Intérieur, il lui est proposé de devenir la nouvelle star de la campagne de recrutement que le gouvernement souhaite lancer. De son côté, François est critiqué par ses collègues qui trouvent que son comportement nuit aux bons déroulements des enquêtes. Les anciens partenaires se retrouvent par hasard alors que François découvre la moitié d'un cadavre dans un TGV pendant qu'il attendait ses parents à la gare.
La victime s'avère être un jeune homme du nom de Kevin Marchal, originaire de Valergnes, dans les Alpes. Ousmane décide de s'y rendre pour analyser l'autre moitié du cadavre et échapper à la campagne de recrutement. François, grâce aux relations de ses parents, réussit à l'accompagner. Avec l'aide d'Alice, leur collègue locale, ils déterminent que quelqu'un a tiré sur Kevin qui était en moto et que le choc l'a précipité sur la voie au moment où le train passait. Ousmane et François se rendent ensuite chez la mère de Kevin et découvrent que celui-ci avait transformé une partie de la maison en laboratoire de drogue. Leur enquête les emmène ensuite dans un bar à strip-tease dont Kevin fréquentait l'une des employées, Jessica. À la suite d'une blague raciste, Ousmane se bat avec Carl, le videur, sans que ce dernier ne semble ressentir la douleur. François utilise son taser contre Carl, qui finit par s'écrouler, victime d'une crise cardiaque. Le démantèlement du laboratoire leur vaut les compliments du commissaire Mercier, le supérieur d'Alice. L'inspectrice emmène ses collègues dans un restaurant où Ousmane reconnaît le maire, Antoine Brunner, dirigeant d'une formation d'extrême droite. Alice leur explique que depuis son arrivée, la ville a pu être redynamisée.
Le lendemain matin, les deux inspecteurs se rendent dans une société de sécurité, Securitec, dont Carl faisait partie. Ils découvrent que les agents possèdent tous un tatouage symbolisant l'emblème d'une milice, « Les Fils de Clovis ». François trouve ensuite une arme dans le casier de Carl. Pour le commissaire, Kevin fournissait Carl en drogue, qui l'a tué à la suite d'une dispute, ce qui clôt le dossier. Sur le quai pour Paris, Ousmane estime que l'affaire n'est pas si simple et décide de rester. François et lui retrouvent un ami de Kevin, Kader, qui leur explique que Kevin avait peur des Fils de Clovis, avec qui il travaillait, qu'il a tenté d'alerter le commissaire Mercier et que celui-ci a promis de le protéger. Soupçonnant que Mercier a commandité la mort de Kevin, le duo le suit jusqu'à une maison : celle du maire qui les reçoit à la porte et menace de leur faire perdre leur poste s'ils ne rentrent sur Paris. Ils n'en font rien et prennent au contraire Mercier en filature, jusqu'à être attaqués par un 4x4. Une fois les agresseurs précipités dans un ravin, Yasmine, une ancienne collègue d'Ousmane, les appelle pour leur donner la composition des drogues de Kevin, qui s'avèrent être des méthamphétamines, permettant de résister à la douleur. Pour continuer leur enquête, les policiers dorment chez Alice.
Sans la prévenir, ils se rendent à nouveau dans la maison de Brunner. Au sous-sol, ils découvrent que le maire et des militants d'extrême droite, dont Les Fils de Clovis, ont créé un groupe armé pour perpétrer des attentats coordonnés contre des mosquées, des synagogues et un centre de migrants. Kevin avait découvert la vérité mais a été assassiné, Mercier étant lui aussi membre de la milice de Brunner. Ousmane et François arrivent ensuite dans une usine où Brunner harangue ses troupes avant de lancer l'assaut. François les distrait pendant qu'Ousmane sabote leurs armes et se bat contre Alice, qui s'avère être une alliée de Brunner. Le groupe armé est neutralisé mais Brunner réussit à s'enfuir avec Alice jusqu'au centre de migrants où il active une bombe. Ousmane et François les poursuivent, parviennent à les neutraliser et font évacuer les occupants. Brunner et Alice sont finalement arrêtés. A l'annonce des événements, la supérieure d'Ousmane pavane et François devient la vedette de la campagne de recrutement à sa place.
François, heureux, s'apprête à tourner une nouvelle séquence pour le clip de recrutement lorsqu'Ousmane le prévient qu'un Américain a été retrouvé mort dans la tour Eiffel.

## Fiche technique
Sauf indication contraire, les informations mentionnées dans cette section peuvent être confirmées par la base de données cinématographiques IMDb,  présente dans la section « Liens externes ».
- Titre original : Loin du périph
- Titre anglophone : The Takedown
- Réalisation : Louis Leterrier
- Scénario : Stéphane Kazandjian, d'après les personnages créés par Julien War, Rémy Four et David Charhon
- Décors : Françoise Dupertuis
- Costumes : Camille Janbon
- Photographie : Thomas Hardmeier
- Production : Éric et Nicolas Altmayer
  - Production déléguée : Henri Deneubourg
- Sociétés de production : Mandarin Films
- Société de distribution : Netflix
- Budget : n/a
- Pays de production :  France
- Langue originale : français
- Format : couleur
- Genre : comédie policière, buddy movie
- Durée : 119 minutes
- Date de sortie[4] :
  - Monde : 6 mai 2022[5] (Netflix)

## Distribution
- Omar Sy : Ousmane Diakité
- Laurent Lafitte : François Monge
- Izïa Higelin : Alice Gautier
- Dimitri Storoge : Antoine Brunner
- Stéphane Pezerat : Commissaire Mercier
- Jo Prestia : Goran
- Flavie Péan : Madame Brunner
- Sylvia Bergé : la cheffe de la brigade criminelle
- Bertrand Usclat : Benoît Méault, le responsable de la com
- Marie-Christine Adam : Madame Monge
- Charles-Roger Bour : Monsieur Monge
- Djimo : Djimo
- Élodie Hesme : la psy
- Sabrina Ouazani : Yasmine
- Jean-Louis Tilburg : le contrôleur
- Rachid Metlouti : Jordan Diaz
- David Bàn : Carl Müller, videur du Cherry
- Mahamadou Sangaré : Yves, le fils d'Ousmane Diakité

## Production

### Genèse et développement
Le film est principalement né de l'envie des acteurs Omar Sy et Laurent Lafitte de retravailler ensemble. En janvier 2021, Louis Leterrier annonce qu'il réalisera la suite du film De l'autre côté du périph (2012), après avoir dirigé Omar Sy dans quelques épisodes de la série Lupin diffusée sur Netflix : « Je suis devenu assez accro à Omar Sy et à la France. Donc je reviens en France pour tourner la suite de De l'autre côté du périph avec Omar Sy et Laurent Lafitte. C'est un très, très bon film et la suite est écrite par Stéphane Kazandjian qui est absolument extraordinaire et tellement drôle. J'ai lu le scénario et j'ai pleuré de rire. J'ai demandé “Est-ce que je peux le faire ? S'il vous plaît, laissez-moi le faire !” Et on a dit d'accord ».
Tout comme Lupin, cette suite est annoncée sur Netflix. Louis Leterrier devait initialement mettre en scène un tout autre projet pour Netflix : la suite de Bright avec Will Smith.

### Attribution des rôles
Le rôle d'Ousmane Diakité est joué par Omar Sy. François Monge est interprété par Laurent Lafitte de la Comédie-Française. Alice est jouée par Izïa Higelin. Fille du musicien Jacques Higelin, elle est aussi musicienne.

### Tournage

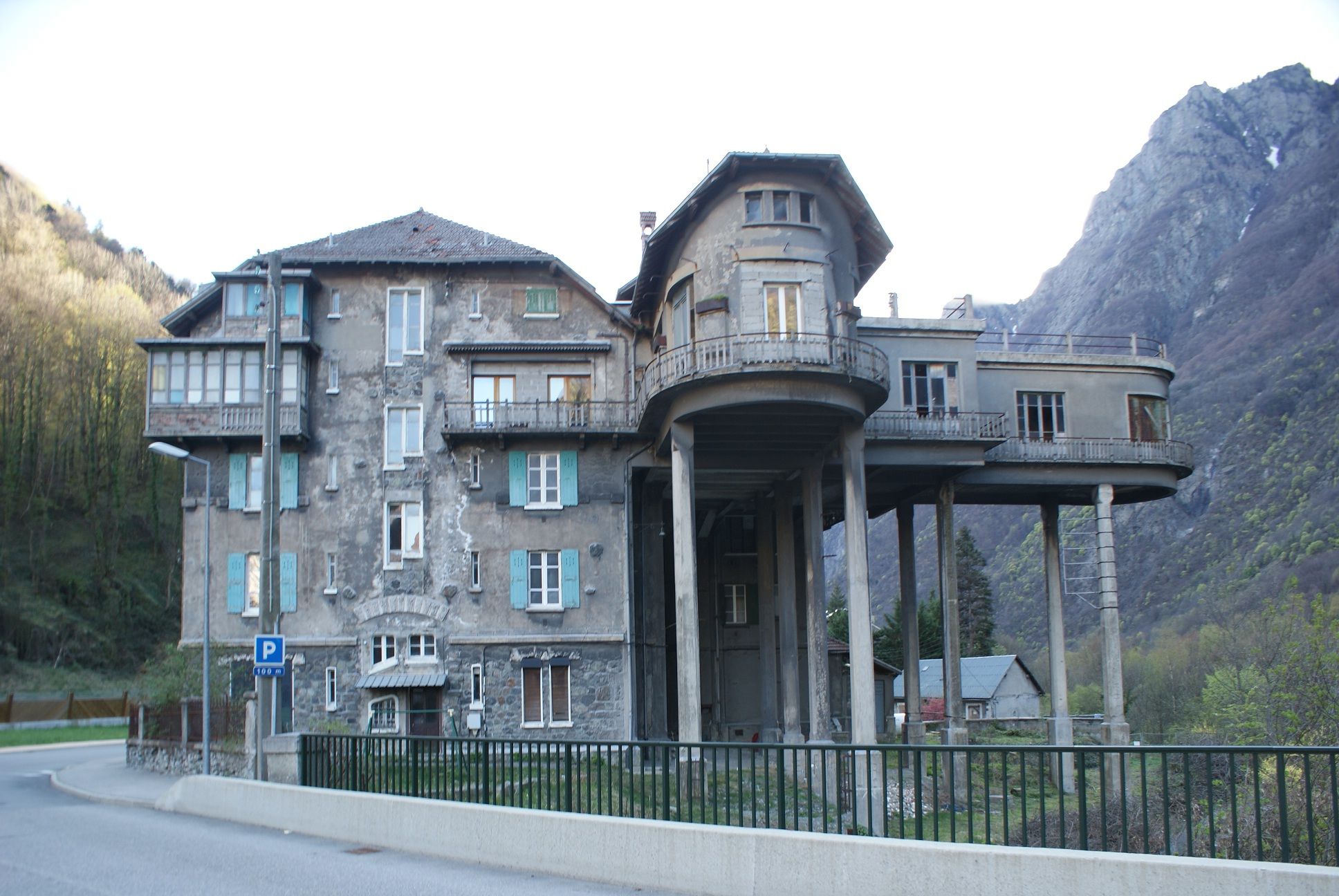
Le pavillon Keller à Livet-et-Gavet.

#### Île-de-France
Le tournage a en partie eu lieu à Paris, à la mi-mars 2021,,. En avril, des scènes sont également tournées à Rungis, rue du Pont des Halles et au Metropolis.

#### Alpes
L'essentiel du tournage a eu lieu dans les départements de l'Isère, la Drôme et de la Savoie, plus précisément à Livet-et-Gavet (le pavillon Keller servant notamment de décor,), Villard-Bonnot, Albertville, Bourg-Saint-Maurice, Les Arcs, Méribel, ainsi que dans le massif du Vercors Drômois, dans le Royans sur la route vertigineuse du col de la Machine et à Grenoble, notamment le garage hélicoïdal, les Trois Tours ainsi que son domaine universitaire (en partie situé à Saint-Martin-d'Hères).

## Accueil

### Audiences
Sorti le 6 mai 2022 sur Netflix, le film y « devient le film français le plus vu de la plateforme » et « Le 6e film non anglophone le plus vu de [son] histoire ». Il sera toutefois détrôné de cette première place quelques semaines plus tard par Let’s dance, de Ladislas Chollat (2019).

### Critiques
En septembre 2023, le film recueille une moyenne de 5/10 pour 576 notes sur Filmaffinity et de 4,9/10 sur Rotten Tomatoes pour 21 critiques ; la note moyenne des critiques presse d'Allociné est de 2,9/5. Les critiques de fait sont contrastées.
Ouest-France aime notamment le duo d'acteurs : « Il faut bien avouer que c’est en effet le duo Omar Sy – Laurent Lafitte, improbable mais impeccable, qui tient tout le film. Leur alchimie, entre complicité et compétitivité, relève l’humour potache et l’action bourrine. On rit d’eux, avec eux, et l’on apprécie voir leurs liens se renforcer ».
Les Inrocks sont plus réservés : « Quelque chose prend donc sur le pur plan de la comédie, il faut bien le reconnaître, même si le reste s’écroule un peu. Car Loin du périph essaye d’être beaucoup de choses et ne réussit pas tout. Un commentaire politique d’abord : [...[emprise de l’extrême droite sur la ruralité, en collectionnant ses avatars façon album Panini. Un film d’action ensuite, au service duquel Leterrier vient plaquer son savoir-faire bessonoïde avec un certain excès de zèle ».
Quant au Devoir, il est franchement assassin : « Quoi qu’il en soit, le problème principal de cette comédie policière, dont l’humour rate la cible et dont l’intrigue n’intrigue guère, tient à l’étonnante absence de complicité entre les deux vedettes. Comme chacun est occupé à polir sa propre étoile, Omar Sy et Laurent Lafitte ne semblent jamais être ensemble dans le moment. Pour un "film de potes", ou buddy movie comme on dit en France, c’est un brin problématique. Une suite, on l’espère, qui demeurera sans lendemain »